# ドゥレイロン・バーンズ
ドゥレイロン・バーンズ（Draelon Burns, 1985年10月7日 - ）は、アメリカ合衆国のプロバスケットボール選手。ウィスコンシン州ミルウォーキー出身。ポジションはシューティングガード兼スモールフォワード。

## 来歴
ウィスコンシン州ミルウォーキー出身。2004年から2008年にかけてデポール大学に在学。卒業後、プロ選手になり、イスラエルやドイツのチームに在籍した後、2012年2月にbjリーグの横浜ビー・コルセアーズと契約。2011-12シーズンプレイオフ進出に貢献。
2012-13シーズンも横浜と契約し、レギュラーシーズン47試合に出場。1試合平均21.2得点（リーグ4位）、4.8アシスト（5位）、2.0スティール（3位）を記録し、ベスト5に選出される。プレーオフ・イースタンカンファレンスファイナルの新潟アルビレックスBB戦では、第4Q残り5秒52-52同点の状況から決勝のブザービーターを決め、チームを初のbjリーグファイナル進出に導く。ファイナルではライジング福岡を破り、横浜は創設2シーズン目にしてリーグ優勝を果たした。
2013年7月、bjリーグ・秋田ノーザンハピネッツとの契約が合意に達するも、来日前の練習中に眼窩を骨折したことが来日後の診断で明らかになり、契約締結には至らなかった。骨折は全治3か月とみられていたが回復が早く、同年11月に琉球ゴールデンキングスと契約し競技生活に復帰した。バーンズを擁する琉球は2013-14シーズン、2015-16シーズンにリーグ優勝を果たした。シーズン終了後、琉球はバーンズとの契約を更新せず、バーンズは退団した。
2016年11月、西宮ストークスに加入。
2020年7月、アースフレンズ東京Zに移籍。11月に東京Zを退団。
2022年9月より信州ブレイブウォリアーズの練習生としてチーム練習に参加する。2023年1月に選手契約。

## 記録
| シーズン         | チーム | GP | GS | MPG  | FG%  | 3P%  | FT%  | RPG | APG | SPG | BPG | TO  | PPG  |
| ---------------- | ------ | -- | -- | ---- | ---- | ---- | ---- | --- | --- | --- | --- | --- | ---- |
| bjリーグ 2011-12 | 横浜   | 24 | 18 | 24.1 | .453 | .336 | .694 | 3.7 | 2.7 | 1.3 | 0.2 | 1.6 | 12.8 |
| bjリーグ 2012-13 | 横浜   | 47 | 6  | 28.7 | .439 | .381 | .820 | 6.6 | 4.8 | 2.0 | 0.2 | 2.3 | 21.4 |
| bjリーグ 2013-14 | 琉球   | 42 | 5  | 28.2 | .400 | .384 | .759 | 5.7 | 3.4 | 1.1 | 0.3 | 2.3 | 17.0 |
| bjリーグ 2014-15 | 琉球   | 48 | 1  | 26.2 | .441 | .387 | .778 | 4.5 | 2.2 | 3.0 | 0.2 | 1.7 | 15.1 |
| bjリーグ 2015-16 | 琉球   | 52 | 21 | 23.0 | .396 | .341 | .837 | 5.4 | 3.4 | 0.9 | 0.3 | 1.4 | 12.8 |
| B2 2016-17       | 西宮   |    |    |      |      |      |      |     |     |     |     |     |      |